# Fusillade de Jersey City
La fusillade de Jersey City est un fusillade ayant eu lieu le 10 décembre 2019 dans une épicerie casher située dans le quartier de Greenville (en) à Jersey City dans le New Jersey. Trois personnes sont tuées dans le magasin par deux assaillants, David N. Anderson et Francine Graham. Les assaillants blessent également un client et deux policiers avant d'être abattus par la police lors d'une fusillade qui s'ensuit. Un détective du département de police de Jersey City avait également été abattu par les assaillants dans un cimetière voisin juste avant l'attaque de l'épicerie,,.
Anderson, qui avait des liens avec des groupes extrémistes, avait un passé de publications antisémites et anti-police sur les réseaux sociaux ; le procureur général du New Jersey, Gurbir Grewal, déclare que les preuves indiquent que les attaques étaient des actes de haine et de terrorisme intérieur motivés par l'antisémitisme et le sentiment anti-police. Les autorités pensent qu'une attaque beaucoup plus grande avait été planifiée, mais elle a été déjouée par l'intervention du détective de police au cimetière. Cette fusillade s'inscrit dans une vague d'attaques violentes contre les Juifs aux États-Unis (en),,.

## Les fusillades
Le 10 décembre 2019, un détective de police, qui rencontrait un informateur confidentiel, tombe par hasard sur les assaillants au cimetière Bayview à Jersey City dans le New Jersey,. Il semble qu'il ait approché les suspects, qui se trouvaient dans une camionnette U-Haul volée et liée au meurtre de Michael Rumberger, résident de Jersey City âgé de 34 ans, trois jours auparavant à Bayonne dans le New Jersey. Les assaillants tirent et tuent l'officier,, . Son corps est découvert par un passant et signalé à 12h38,.
Les suspects fuient immédiatement dans la camionnette volée et conduisent sur environ un mille jusqu'à une épicerie casher, le JC Kosher Supermarket dans le quartier de Greenville à Jersey City, où ils ouvrent le feu dès leur sortie du véhicule ; l'assaut est exclusivement dirigé vers le magasin, les passants dans la rue étant ignorés,,,. Les deux tireurs utilisent respectivement une arme de type AR-15 et un fusil de chasse Mossberg de calibre 12 ; un Ruger semi-automatique de 9 millimètres et un Glock 17 de 9 millimètres sont également trouvés dans le magasin,. Vers 12h21, portant des équipements tactiques, ils entrent dans le magasin et abattent mortellement le propriétaire, un employé et un client,. Les autorités estiment que les trois victimes sont tuées "en quelques minutes" après l'attaque des tireurs sur le marché. L'employé du magasin est signalé avoir été tué en tenant la porte arrière ouverte pour permettre à d'autres de s'échapper.
Deux autres clients parviennent à s'échapper. Dans la fusillade qui s'ensuit, les assaillants échangent des tirs avec la police pendant plus de trois heures avant d'être abattus,. Un véhicule blindé BearCat défonce la devanture, mettant fin au siège. Des centaines de douilles sont finalement retrouvées sur les lieux,.
La camionnette est ensuite découverte contenant une bombe artisanale capable de tuer ou blesser des personnes jusqu'à 500 yards de distance,; la camionnette était également doublée de panneaux balistiques faits maison à partir de matériaux de gilets pare-balles. Les suspects sont également trouvés en possession de matériaux pouvant servir à fabriquer une deuxième bombe,. Les enquêteurs découvrent aussi un pistolet Ruger Mark IV de calibre .22 équipé d'un silencieux artisanal et d'un dispositif fait maison pour récupérer les douilles.
Plusieurs agences de maintien de l'ordre répondent sur les lieux : le département de police de Jersey City, la Task Force de secours du département des pompiers de Jersey City, le bureau du shérif du comté de Hudson, la police de l'État du New Jersey, le Bureau of Alcohol, Tobacco, Firearms and Explosives, le Federal Bureau of Investigation, la police de l'autorité portuaire de New York et du New Jersey, le département de police de la ville de New York, ainsi que les départements des municipalités voisines et les shérifs de trois comtés,.

## Victimes
Les assaillants tuent le détective Joseph Seals, âgé de 40 ans, qui était officier de police depuis 2006 ; Mindy Ferencz, propriétaire du magasin âgée de 33 ans et mère de trois enfants ; Douglas Miguel Rodriguez, employé de 49 ans originaire d'Équateur ; et Moshe Deutsch, étudiant rabbinique de 24 ans, qui était client du magasin,,,.
Deux officiers, un homme et une femme, sont blessés lors de la fusillade et sont libérés de l'hôpital le même jour. Un homme blessé parvient à s'échapper par la porte arrière du magasin. Il est traité au Jersey City Medical Center et libéré le même jour.

## Les assaillants
Le 11 décembre, les tireurs, tous deux tués par la police lors du siège, sont identifiés comme étant David Nathaniel Anderson (âgé de 47 ans) et sa petite amie Francine Graham (âgée de 50 ans).
Anderson et Graham étaient suspects dans le meurtre du chauffeur Uber Michael Rumberger à Bayonne le week-end précédant l'attaque,. Le sang de Rumberger est retrouvé sur une Bible appartenant aux assaillants, et son ADN est présent sur leurs vêtements et une arme. Anderson et Graham avaient recherché sur Google la signification du nom de famille "Rumberger".
Anderson et Graham étaient également suspects dans un incident survenu une semaine avant la fusillade de Jersey City, lorsque le 3 décembre, deux coups de feu sont tirés sur un véhicule conduit par une personne clairement identifiable comme étant juive, sur l'U.S. Route 1/9 près de Newark et Elizabeth dans le New Jersey. La vitre arrière du véhicule est brisée par les tirs. Le téléphone de Graham se trouvait dans la zone au moment de la fusillade, et il est ensuite déterminé que les balles correspondaient à une arme liée aux deux assaillants,.
Anderson et Graham avaient acheté plusieurs armes et s'étaient entraînés à les utiliser dans l'Ohio ; des vidéos montrent le couple s'entraînant au tir avec des fusils longs à Austintown (en), Ohio, le 1er décembre 2019. Avant de lancer l'attaque, ils avaient étudié une autre possible attaque contre un centre communautaire juif à Bayonne,. Des vidéos montrent Anderson et Graham semblant repérer le JC Kosher Supermarket à plusieurs reprises la semaine précédant l'attaque, y compris un passage en voiture une heure et demie avant la fusillade; les autorités concluent finalement que l'attaque avait été planifiée pendant des mois, et que lors de leur reconnaissance, les assaillants étaient entrés au moins une fois dans le JC Supermarket.
Une école juive avec 50 élèves se trouvait dans le même bâtiment, ce qui conduit le maire de Jersey City, Steven Fulop, à penser que le bâtiment avait été choisi en partie pour cette raison,,. En janvier 2020, les autorités annoncent que des preuves montrent qu'Anderson et Graham avaient planifié des attaques beaucoup plus importantes contre la communauté juive et les forces de l'ordre, qui auraient pu faire des dizaines de victimes ou plus, mais que l'intervention du détective Seals avait perturbé ces plans,,.
Anderson avait fait des centaines de publications sur les réseaux sociaux, antisémites, anti-police, ou les deux,. Anderson s'identifiait comme un Israélite hébreu noir,,, , un mouvement sans lien avec le judaïsme traditionnel et dont certaines branches sont répertoriées comme des groupes haineux par le Southern Poverty Law Center. Les publications d'Anderson sur les réseaux sociaux, parfois sous le pseudonyme "Dawad Maccabee", invoquaient des principes de la philosophie des Israélites noirs ; celles-ci incluaient des affirmations du mythe khazar, des références aux Juifs comme nazis, la revendication que les Juifs étaient des "imposteurs qui habitaient des synagogues de Satan", et des affirmations que la police était sous le contrôle des Juifs,, . Un ancien voisin se souvenait qu'Anderson passait beaucoup de temps à écouter ce que le voisin croyait être des sermons de Louis Farrakhan, mais d'autres publications d'Anderson accusaient Farrakhan d'être un "rat" et une "escroquerie" pour avoir posé sur des photos avec des membres de Naturei Karta, une secte juive orthodoxe extrémiste,.
Une note manuscrite trouvée dans la camionnette disait : « Je fais cela parce que mon créateur me demande de le faire et je hais ceux qu'il hait. »",, Des enregistrements à l'intérieur du supermarché casher montrent Anderson disant : « Ils ont volé notre héritage, ils ont volé notre droit d'aînesse, et ils ont embauché ces types pour nous arrêter ». La note contenait également une référence à un film documentaire avec un repère temporel où un interviewé préconise de « tuer les flics fascistes cochons »,.
Le maire Fulop est parmi les premiers responsables publics à qualifier l'attaque de crime haineux; le maire de New York, Bill de Blasio, qualifie également l'attaque de « crime haineux antisémite prémédité et violent » et d'« acte de terreur ». Le procureur général du New Jersey, Gurbir Grewal, déclare que les preuves indiquent des actes de haine et de terrorisme intérieur alimentés à la fois par « la haine du peuple juif et la haine des forces de l'ordre »,.

## Conséquences
Le Jersey City Medical Center (en), douze écoles publiques de Jersey City à proximité, ainsi que l'église du Sacré-Cœur située en face de la rue, sont placés en confinement pendant l'incident,. Cette école est réquisitionnée par les agences de maintien de l'ordre et utilisée pendant l'incident. Entre 50 et 60 enfants sont retenus dans la yeshiva de Khal Adas Greenville à côté du marché,. Le service de transport public à proximité sur les bus NJ Transit et le Hudson Bergen Light Rail est suspendu. L'extension de la New Jersey Turnpike Newark Bay est temporairement fermée,.
Le président Donald Trump est informé de l'incident à la Maison Blanche. Il exprime ses condoléances aux victimes et à leurs familles via un tweet. Le gouverneur du New Jersey, Phil Murphy, exprime ses condoléances, ses pensées et ses prières pour les policiers, les résidents et les enfants des écoles, et loue le détective tué dans une série de tweets,. Robert Menendez, sénateur senior des États-Unis du New Jersey, Cory Booker, sénateur junior des États-Unis du New Jersey, et le maire Fulop expriment également leurs condoléances[réf. nécessaire].Sur Twitter, la représentante Rashida Tlaib accuse à tort des "suprémacistes blancs" d'être responsables de l'attaque, avant de supprimer son tweet peu après.
Le maire Fulop déclare qu'un administrateur du conseil d'éducation de Jersey City, Joan Terrell-Paige, devrait démissionner en raison d'un message Facebook qu'elle a posté après la fusillade, dans lequel elle affirme que les résidents noirs sont "menacés, intimidés et harcelés" par des "brutes de la communauté juive" (sic),. Elle fait référence à des accusations de rabbins vendant des parties du corps. Terrell-Paige,, qui est afro-américaine, demande également si le public est "assez courageux" pour écouter le message des auteurs de l'attaque,. Le gouverneur Murphy est d'accord pour demander la démission de Terrell-Paige ; elle dit ne pas regretter ses propos. L'Anti-Defamation League demande la démission de Terrell-Paige en citant son "manque de remords".
Fulop déclare que l'analyse des ordinateurs des assaillants montre qu'ils avaient probablement l'intention de faire plus de mal, que la yeshiva était la cible probable de l'attaque, et qu'ils "ont accéléré" leurs plans à cause de leur rencontre avec le détective Seals.
En janvier 2020, Jared Maples, directeur du New Jersey Office of Homeland Security and Preparedness (en), déclare qu'il enquête sur les sources de financement possibles de l'attaque, mais que, comme pour de nombreuses attaques de loups solitaires, elles « ne nécessitent pas de grandes quantités de financement pour mener leurs opérations, ce qui rend difficile la détection et la prévention des attaques. Les tactiques les plus courantes dans les attaques extrémistes domestiques incluent des armes facilement disponibles, comme des couteaux, des armes légères et des véhicules. »
Le marché est rouvert par son propriétaire à un emplacement voisin en mars 2020.
Le 7 octobre 2020, un marchand de prêteurs sur gage à Keyport dans le New Jersey, dont le numéro de téléphone est retrouvé dans la poche d'Anderson, plaide coupable à l'accusation d'être un criminel en possession d'une arme.
En novembre 2020, un grand jury détermine que les actions des 12 officiers de Jersey City et d'un détective de la police de Newark qui ont abattu Anderson et Graham sont justifiées et qu'aucune charge ne sera retenue contre eux,.
En 2022, un banc commémoratif en l'honneur du détective Joseph A. Seals est créé au parc 16th Street à Bayonne.